# 新城街道 (开原市)
新城街道，是中华人民共和国辽宁省铁岭市开原市下辖的一个乡镇级行政单位。

## 行政区划
新城街道下辖以下地区：
石台社区、福源华城社区、圣方丽园社区、香江家园社区、阳光城社区、百花社区、 都市花园社区、金山社区、千家福社区、龙祥社区、惠工家园社区、站前社区、光明社区、熊谷社区、胜利社区、迎宾社区、铁西社区、凤翔社区共18个社区，头寨子村、北富屯村、许家台村、 永红村、小九社村、大九社村、八里桥子村、后石东村、后石西村共9个村。